# Sedno sprawy
Sedno sprawy  (ang. The Heart of the Matter) – to powieść brytyjskiego pisarza Grahama Greene’a. W 1948 roku otrzymała literacką nagrodę James Tait Black Memorial Prize. Tłem książki jest II wojna światowa, podczas której autor pracował w Sierra Leone dla Secret Intelligence Service.
Amerykański tygodnik Time umieścił książkę na liście 100 najlepszych powieści anglojęzycznych, opublikowanych od 1923 do 2005 roku.

## Opis fabuły
Major Henry Scobie jest doświadczonym inspektorem policji w brytyjskim mieście kolonialnym na zachodnim wybrzeżu Afryki. Podczas trwającej II wojny światowej jest on odpowiedzialny za bezpieczeństwo lokalnej społeczności, jak i za kontrolę przemytu. Jego małżonką jest Louise, osamotniona kobieta, kochająca literaturę i poezję, zabiegająca jednak o relacje społeczne. Scobie pragnie jej szczęścia, nie darzy jej jednak miłością, nie będąc w stanie kochać nikogo, w tym siebie. Ich córka Catherine zmarła w szkole w Anglii kilka lat wcześniej. Louise nazywa męża „Tickim”, choć jest oczywiste, że ten nie lubi tego określenia. Ona jest zagorzałą katoliczką, on nawrócił się ze względu na małżonkę. Choć wierzy mocno w nauczanie kościoła, to jego praktyki religijne są wysoce powierzchowne.
Scobiego ominął właśnie awans na komisarza, co bardzo trapi Louise, zarówno z powodu jej wysokich ambicji personalnych, jak i nadziei na akceptacje lokalnej społeczność brytyjskiej. Prosi więc męża, aby ten wysłał ją do Afryki Południowej, gdzie mógłby do niej dołączyć, kiedy przejdzie na emeryturę.
W tym czasie do miasta przybywa nowym inspektor Wilson. Jest zarozumiały i niezdolny do nawiązywania kontaktów towarzyskich, ukrywa także zamiłowanie do poezji w strachu przed odrzuceniem ze strony współpracowników. Wiąże go z Louise przyjaźń, którą Wilson myli z miłością. Dzieli pokój z Harrisem, który jest inicjatorem nowej dyscypliny sportowej, polegającej na zabijaniu każdej nocy karaluchów, znajdujących się w mieszkaniu. Zaprasza do gry Wilsona, jednak już w czasie pierwszej rozgrywki obaj kłócą się o zasady.
Jednym z obowiązków Scobiego jest przeprowadzanie inspekcji lokalnych statków pasażerskich. Koncentruje się on w szczególności na przemycanych diamentach, co jest jednak szukaniem igły w stogu siana i nie przynosi żadnych rezultatów.
Do portu przybywa portugalski statek Esperança („nadzieja”), a jeden z pasażerów, rozgoryczony steward wyjawia, że w kabinie kapitana jest schowany pewien list. Scobie szybko go znajduje, a ponieważ jest zaadresowany do osoby z Niemiec, jest zobowiązany do jego konfiskaty na wypadek gdyby ten zawierał tajne kody bądź inne sekretne informacje. Kapitan tłumaczy się, że jest to list do córki i błaga inspektora by ten zapomniał o incydencie, oferując mu 100 funtów. Scobie jednak nie daje się przekupić i czyta list (łamiąc reguły), uznając go za nieszkodliwy. Postanawia nie pokazywać go władzom i niszczy go, paląc chwile później.
Zostaje wezwany do małego miasteczka, by zająć się sprawą śmierci 20-letniego inspektora Pembertona. Ten w pozostawionej notatce pisze o samobójstwie z powodu pożyczki, której nie był w stanie spłacić. Scobie podejrzewa ingerencję miejscowego agenta syryjskiego Yusefa, trudniącego się handlem na czarnym rynku. Zaprzecza on jednak aby miał związek z samobójstwem i uprzedza inspektora, że Brytyjczycy wysłali nowego oficera, który ma się w szczególności zająć szukaniem diamentów. Scobie odbiera to jako żart, twierdząc, iż nie ma o tym żadnych informacji. Sam miewa sny, iż znalazł się na miejscu Pembertona, a nawet wspomina o tym w swoich zapiskach. Gdy się budzi, tłumaczy sobie, że nie mógłby popełnić samobójstwa, nie znajdując przyczyny, która warta byłaby wiecznego potępienia.
Scobie stara się o pożyczkę w banku, aby zapłacić 200 funtów za podróż Louise. Nie dostaje jej jednak, a pomocną rękę wyciąga Yusef, który jest gotów pożyczyć mu pieniądze na korzystnych warunkach (4%). Inspektor nie przyjmuje z początku oferty, jednak w wyniku incydentu, myśląc, że Louise planuje popełnić samobójstwo, przystaje na propozycję i wysyła małżonkę do Afryki Południowej. Wilson spotyka ich na pomoście, starając się zakłócić pożegnanie.
Niedługo później, po czterdziestu dniach na morzu, na brzeg przybywają łodzie ratunkowe z rozbitkami. Mała dziewczynka umiera, kiedy Scobie stara się ją pocieszyć, udając, że jest jej ojcem, który zginął w katastrofie. 19-letnia Helen Rolt także dociera w złym stanie, ściskając w rękach album ze znaczkami pocztowymi. Po rozbiciu się okrętu została wdową. Scobie czuje do niej mocne przywiązanie.
Wkrótce zaczyna się między nimi romans, choć jest on świadom grzechu cudzołóstwa. List, który napisał do Helen, ląduje w rękach Yusefa. Ten używa go aby szantażować inspektora i domaga się wysłania jego listu za pośrednictwem wracającej Esperançy, unikając w ten sposób cenzury.
Gdy Louise wraca nieoczekiwanie, Scobie stara się ukryć przed nią romans. Nie jest jednak w stanie wyrzec się Helen, nawet w czasie spowiedzi, tak że ksiądz każe mu jeszcze raz wszystko przemyśleć i odracza udzielenie rozgrzeszenia. By wyjść naprzeciw oczekiwaniom żony, idzie z nią na mszę i przystępuje do komunii z ”grzechem ciężkim” – co jest jednym z najcięższych wykroczeń dla katolika.
Niedługo po tym jak inspektor otrzymuje z rąk młodego służącego „podarunek” od Yusefa, wieloletni służący Scobiego Ali zostaje zamordowany przez szajkę nastoletnich złodziei zwanych „szczurami nabrzeża”. Pojawia się sugestia, że Yusef mógł to zaaranżować, choć Scobie wini siebie samego. W ciele zamordowanego dostrzega on obraz Boga.
Zdesperowany, postanawia uwolnić wszystkich od siebie i popełnia samobójstwo, będąc świadom potępienia, zgodnie z tym czego naucza Kościół.
Louise nie była tak naiwna, jak zakładał Scobie. Widziała o romansie z Helen, dowiaduje się też o samobójstwie i zaczyna rozważania na temat łaski Bożej.

## Postacie
- Major Henry Scobie – doświadczony oficer policji
- Louise Scobie – żona Henry’ego
- Catherine Scobie – ich zmarła córka
- Ali – długoletni afrykański służący Scobiego
- Wilson – nowy inspektor
- Harris – współlokator Wilsona
- Pemberton – inspektor, który popełnił samobójstwo
- Helen Rolt – nowo przybyła wdowa, która jest kochanką Scobiego
- Yusef – Syryjczyk, trudniący się handlem na czarnym rynku

## Interpretacja
Sam Graham Greene widział Sedno sprawy, jako dzieło tematyzujące kwestie dumy. Daje temu wyraz opisując Scobiego jako słabego człowieka o dobrych intencjach, którego zgubą była duma.
We wstępie autor pisze, że powieść może być rozumiana jako rodzaj eksploracji jego własnych doświadczeń w Sierra Leone, kiedy to za czasów II wojny światowej był agentem operacyjnym MI6. Niektóre zdarzenia miał on przelać bezpośrednio na papier (jak motyw przemycanego listu znalezionego na statku, którego jednak nie zgodził się przekazać, jak ma to miejsce w książce, nadając zamiast tego komunikat radiowy do Londynu: „Po co to było?”, i nie otrzymując nigdy odpowiedzi.) W przedmowie do powieści Greene zaznacza, że historia pierwotnie wiązała się z intencją napisania utworu detektywistycznego, gdzie główna postać, czarny charakter, nie jest świadom tego, kto jest detektywem.
Bez względu na personalne odczucia autora wokół powieści, wszechobecne i mocno akcentowane są tu motywy niepowodzeń. Każda postać w książce, czy to Scobie czy Wilson, zawodzą z końcem fabuły w dążeniu do osiągnięcia stawianych przez siebie celów. Największa ofiara Scobiego, samobójstwo, nie przynosi szczęścia jego żonie, jak zakładał protagonista. Pomimo prób ukrywania niewierności, czytelnik dowiaduje się, że Louise wiedziała o romansie dłuższy czas. Ona z kolei nie zgadza się na związek z Wilsonem, również po śmierci męża, co jest dla niego osobistą porażką. Inne czynniki niepowodzeń są widoczne przez cały utwór, nadają one mu przygnębiający, mroczny wyraz.
Sedno sprawy to także obraz ceny, jaką jednostka płaci za indywidualizm i niemożność zrozumienia drugiej osoby:
Kiedy był młody, wyobrażał sobie, że miłość ma coś wspólnego ze zrozumieniem, ale z wiekiem przekonał się, że żaden człowiek nie zrozumie drugiego człowieka. Miłość jest pragnieniem, by zrozumieć, ale pragnienie umiera wcześnie wśród ciągłych niepowodzeń. A miłość pewnie też umiera albo zmienia się w to bolesne przywiązanie, w lojalność, w litość...
Każda z figur powieści działa podług założeń, które w ich opinii są albo dla wszystkich jasne, albo całkowicie niedostępne, co okazuje się ostatecznie nieprawdą. Jest to zobrazowane w książce, gdy Scobie próbuje ukryć romans przed jego żoną, myśląc, że jako policjant będzie miał przewagę. Jednak jego niepowodzenie szybko się uwidacznia:
Widziałaś o niej cały czas? Spytał Wilson.
To dlatego wróciłam. Pani Carter pisała do mnie. Twierdziła, że wszyscy o tym mówią. Oczywiście on (Scobie) nigdy nie zdawał sobie z tego sprawy. Zawsze myślał, że jest taki sprytny. I prawie mnie przekonał –że to się skończyło. Gdy szedł do komunii w ten jego sposób.
Jak w wielu pracach Greene’a, są tu nie tylko motywy przytłoczenia jednostki i jego stanu, lecz także ukazany jest konflikt między jednostką a Kościołem. Scobie często wyraża swoje lęki w kontekście religii. Nie jest to jednak konflikt wiary, a spór w kwestii przestrzegania reguł: czy łamanie praw wiary jest usprawiedliwione przez osobiste poczucie obowiązku jednostki, czy to osobistego czy teologicznego, oraz jaki skutek przynosi łamanie owych zasad. Nie sprowadza się to tak bardzo do dylematu, czy Scobie zostanie wiecznie potępiony, ale do pytania, czy to co zrobił miało znaczenie dla świata teraźniejszego.

## Film
Powieść doczekała się ekranizacji w 1953 roku w reżyserii George’a More’a O’Ferralla, z udziałem Trevora Howarda i Marii Schell.